# 霍松林
霍松林（1921年9月29日—2017年2月1日），字懋青，斋号唐音阁（程千帆赠），男，甘肃天水人，中华人民共和国文艺理论家、中国古典文学专家、诗人、书法家。

## 生平
霍松林是甘肃省天水县琥珀乡霍家川人，父亲是清朝秀才，是霍松林的启蒙老师，霍松林12岁才进入新阳小学接受现代教育。15岁考入甘肃省立天水中学念初中。其後，考入在天水的国立第五中学高中部。
初中及高中时期，发表许多抗日战争诗词及散文。1995年纪念中国人民抗日战争暨世界反法西斯战争胜利50周年时，中国作家协会将霍松林列为“抗战时期老作家”，赠红铜质“以笔为枪，投身抗战”奖牌。
1945年，霍松林赴兰州考上重庆国立中央大学（1946年迁回南京）中文系。在校期间和汪辟疆、陈匪石老师情谊深厚。經兼任监察院监察委员的汪辟疆引介，霍松林與监察院院长于右任相識，于右任赏识霍松林的才华，资助清贫的霍松林。
1948年冬，中国人民解放军进抵长江以北，南京包括中大在内的不少大学停课。渡江战役前夕，約1949年4月中，于右任任命霍松林为监察院科员。5月初，霍松林隨监察院迁至广州，又疏散至重庆抗战时期老监察院旧址。这时陈匪石来到重慶南林学院中文系任系主任，南林学院是四川军阀興办的私立学院。霍松林应陈匪石邀请，留在南林学院任教，未再跟监察院迁往台湾。1949年，自中大中文系毕业。
1950年初夏，霍松林到天水师范学校担任语文教学工作。1951年，霍松林应西北大学校长侯外庐聘请，到西北大学师范学院中文系任讲师。1953年秋，霍松林的《文艺学概论》脱稿，被选为全国交流教材。这是中华人民共和国时期第一部中国人撰写的文学理论教科书。1956年，霍松林在《新建设》5月号发表論文《试论形象思维》，开启了关于形象思维的第一场学术争论。《文艺学概论》从文艺的阶级性延伸到文艺的人民性及全人类性，从文艺为政治服务延伸谈到文艺的其他作用，从用马列主义世界观指导文艺创作延伸谈到创作应当运用“形象思维”、形象大于思想、有时世界观会和创作方法矛盾。这些观点受到批判。1957年反右运动中，霍松林没有被划为“右派”，但1958年起不断受到批判，在反对“厚古薄今”运动中，霍松林不承认有错。1960年西安师范学院又改为陕西师范大学，霍松林此后一直在陕西师范大学任教。
文革爆发前夕，1966年初夏，《红旗》杂志1966年第5期发表了郑季翘（中共吉林省委书记兼宣传部长，分管文艺工作）的《文艺领域里必须坚持马克思主义的认识论——对形象思维论的批判》一文，点名批判叶以群、蒋孔阳、霍松林、李泽厚等。文中點出霍松林，说“所谓形象思维论不是别的，正是一个反马克思主义的认识论体系，正是现代修正主义文艺思想的一个认识论基础”。这篇文章是文革爆发前夕形象思维论的论争中的一部分，目的是批判中国文艺界领导人周扬。
被《红旗》杂志批判后，中共中央西北局向陕西师范大学下派工作组，专门批判霍松林。文革初期各级党政机关瘫痪，霍松林又被陕西师范大学内的造反派轮番批斗、抄家、关进牛棚、监督劳改、挂牌游街示众，多次因哮喘发作而昏迷，被送到医院救治。后来下放劳动改造，1973年才回到陕西师范大学校园。1978年《诗刊》1月号发表《毛主席给陈毅同志谈诗的一封信》，其中谈到了“要用形象思维”，使霍松林的罪名有推翻的机会。1980年平反后，霍松林获准正式写文章、教书。霍松林被批判和接受改造的同时，妻子胡主佑及孩子也被株连下放十年。
1980年，陕西师范大学中文系唐宋文学研究室成立，霍松林任主任。1982年，霍松林在《文艺学概论》的基础上修订完成了《文艺学简论》。1986年，霍松林主编的《中国近代文论名篇详注》、《古代文论名篇详注》作为国家教委“高校文科教材”出版。1987年，中华诗词学会成立，霍松林任副会长。2008年，霍松林获得中华诗词学会终身成就奖。
后来担任陕西师范大学古籍整理研究所所长、文学研究所所长、博士生导师。1985年，加入中国共产党。2008年12月20日，中华诗词学会主办“中华诗词终身成就奖”颁奖大会，获奖者分别是霍松林、孙轶青、叶嘉莹、刘征、李汝伦。
2017年2月1日，在西安家中逝世，享年96岁。。

## 社会兼职
曾任中国杜甫研究会会长，陕西诗词学会会长，中国文艺理论学会常务理事，中国韵文学会常务理事，国务院学位委员会第二届学科评议组成员，全国哲学社会科学“七五”规划委员会委员，日本明治大学客座教授，中国唐代文学学会会刊《中国唐代文学研究年鉴》主编等职务。

## 著作
霍松林的专著有30多种，主要有：
- 《文艺学概论》
- 《文艺学简论》
- 《〈西厢记〉简说》
- 《〈西厢记〉述评》
- 《李白诗歌鉴赏》
- 《宋诗三百首评注》
- 《历代诗精品评注》
- 《孔颖达诗歌初探》
- 《〈滹南诗话〉校注》
- 《〈甌北诗话〉校注》
- 《诗的形象及其他》
- 《白居易诗译析》
- 《文艺散论》
- 《唐宋名篇品鉴》
- 《历代好诗诠评》
- 《唐宋诗文鉴赏举隅》
- 《唐音阁吟稿》
- 《唐音阁诗词集》
- 《唐音阁论文集》
- 《唐音阁文集》
- 《唐音阁杂俎》
- 《唐音阁文萃》

霍松林主编的图书有50多种，主要有：
- 《唐代文学研究年鉴（1983-1988年）》（全6卷）
- 《中国古典小说六大名著鉴赏辞典》
- 《万首唐人绝句校注集评》
- 《辞赋大辞典》
- 《中国古代文论名篇说注》
- 《中国近代文论名篇详注》
- 《元曲精华》

## 家庭
妻子胡主佑为陕西师范大学文学院教授。